# Jorma Kontio
Jorma Kontio (7 août 1953– ) est un driver de trot attelé finlandais, qui se distingue dans le monde des courses hippiques.
Il débute très jeune dans le monde des courses, et remporte sa première victoire en 1966, à l'âge de 13 ans. Il poursuit sa carrière et devient rapidement professionnel. Il parcourt la planète et remporte de nombreuses victoires dans 17 pays.
Le 22 juillet 2007, associé à Vale Boko, il signe la 8000e victoire de sa carrière sur la piste d'Axevalla, en Suède. Le 17 août 2015, il remporte son 10000e succès à Pihtipudas, en Finlande. 
Il est le père d'Anna-Julia Kontio.

## Principales victoires
Finlande
- Finlandia Ajo – 3 – Keystone Patton (1985), Davidia Hanover (1986), Opal Viking (2007)
- Prix Étain Royal – 2 – Étain Royal (2000), Jose Kemp (2003)
- Suur–Hollola–Ajo – 11 – Born Quick (1992), Houston Laukko (1993, 1994), Josef Dahlia (1996), Louise Laukko (1998), Cold Hard Wind (2005), Gold Strike (2007), Bob Hope (2009, 2010), Target Hoss (2011), Hachiko de Veluwe (2019)
- Grand Derby finlandais – 9 – Ebony Eyes (1993), Silver Game (1994), Louise Laukko (1996), Edu's Speedy (1997), Obelix Laukko (1999), Photocopy (2007), Target Hoss (2009), Seabiscuit (2011), Hachiko de Veluwe (2018)

 France
- Grand critérium de vitesse de la Côte d'Azur – 1 – Opal Viking (2008)
- Critérium Continental – 1 – Opal Viking (2004)
- Grand Prix du Sud–Ouest – 3 – Houston Laukko (1996), Remington Crown (2000), Opal Viking (2008)

 Italie
- Grand Prix Freccia d'Europe – 3 – Plant the Seed (1993), Passionate Kemp (2006), Opal Viking (2007)
- Grand Prix de la Côte d'Azur – 3 – Houston Laukko (1995), Louise Laukko (1999), Opal Viking (2009)
- Grand Prix des Nations – 2 – HP Paque (2003), Opal Viking (2008)
- Grand Prix Orsi Mangelli – 2 – Southwind Vernon (2003), Passionate Kemp (2004)
- Grand Prix Gaetano Turilli – 2 – Passionate Kemp (2006), Opal Viking (2007)
- Gala International du trot – 2 – Passionate Kemp (2006), Opal Viking (2008)
- Grand Prix Allevatori – 2 – Amity LB (1999), Mania (2008)
- Grand Prix Tino Triossi – 2 – Amity LB (2001), Passionate Kemp (2005)
- Grand Prix Continental – 1 – Passionate Kemp (2005)

 Suède
- Åby Stora Pris – 3 – Houston  Laukko (1994), Étain Royal (2001), Sebastian K. (2013)
- Svenskt Travkriterium – 3 – Red Hot Dynamite (2009), Chelsea Boko (2012), Readly Express (2015)
- Svensk Uppfödningslöpning – 3 – Bertuzzi (2004), Simb Chaplin (2005), Zimba Boko (2008)
- E3 Långa – 3 – Gigant Neo (2001), Amaru Boko (2010), Chelsea Boko (2012)
- Olympiatravet – 3 – Bravo Sund (1992), Étain Royal (2001), Elian Web (2020)
- Svenskt Travderby – 3 – Sahara Dynamite (2008), Readly Express (2016), Calgary Games (2021)
- Hugo Åbergs Memorial – 1 – Houston  Laukko (1995)
- Jubileumspokalen – 1 – Readly Express (2017)
- Sprintermästaren –  1 – Rydens Sensation (2000)
- Drottning Silvias Pokal – 1 – Rae Boko (2003)
- Konung Gustaf V:s Pokal – 1 – Gigant Neo (2002)

 Norvège
- Grand Prix d'Oslo – 2 – Lisa America (2010), Vitruvio (2019)

 Danemark
- Copenhagen Cup – 1 – Bravo Sund (1992)

 Allemagne
- Grosser Preis von Bild – 1 – Houston Laukko (1995)

 Union européenne
- Championnat européen des 3 ans – 1 – Jontte Boy (2014)
- Championnat européen des 5 ans – 2 – Boss is Back (1994), Readly Express (2016)
- Grand Prix de l'UET – 4 – Jexpress Dahlia (1992), Readly Express (2016), Villiam (2018), Calgary Games (2021)